# Pavel Tjistjakov
Pavel Petrovitj Tjistjakov (russisk: Па́вел Петро́вич Чистяко́в, tr. Pável Petrovitj Tjistjakov; født 5. juli 1832 i Tver, død 11. november 1919 i Detskoje Selo) var en russisk maler.
Han underviste kunstklasser i forskellige dele af Europa, og havde fremragende studerende, som Viktor Vasnetsov, Mikhail Vrubel, Ilja Repin, Valentin Serov og Vasilij Súrikov russisk: Василий Иванович Суриков.
Tjistjakov udviklede en konstant kamp mod akademiske kunst, og spillede en vigtig rolle i udviklingen af realisme i russisk kunst fra anden halvdel af 1800-tallet.